# 돌봄 윤리
돌봄 윤리는 도덕적 행동이 대인 관계와 돌봄 또는 자비를 미덕으로 중심으로 한다고 주장하는 규범적 윤리 이론이다. 돌봄 윤리는 20세기 후반 페미니스트 들에 의해 발전된 규범적 윤리 이론의 집합체 중 하나이다. 결과주의적이고 의무론적인 윤리 이론은 일반화 가능한 기준과 공정성을 강조하는 반면, 돌봄 윤리는 개인에 대한 반응의 중요성을 강조한다. 돌봄 윤리의 창시자로 여겨지는 캐롤 길리건(Carol Gilligan)은 일반화된 기준의 적용을 "도덕적 맹목 이나 무관심을 낳기 때문에 도덕적으로 문제가 있다"고 비판했다.
이론의 몇 가지 가정은 기본적이다.
1. 사람들은 서로에 대한 다양한 정도의 의존성과 상호 의존성을 가지고 있는 것으로 이해된다.
2. 자신의 선택의 결과에 영향을 받는 다른 개인은 취약성에 비례하여 고려할 가치가 있다.
3. 상황 세부 사항은 관련된 사람들의 이익을 보호하고 증진하는 방법을 결정한다.

돌봄 윤리는 결과주의  이론(예: 공리주의 ) 및 의무론적 이론 (예: 칸트의 윤리학 )은 돌봄 윤리의 지지자들이 주장하는 그러한 전통적인 윤리 모델에는 없는 전통적으로 여성화된 미덕과 가치를 통합하려고 한다는 점에서 대조된다. 이러한 가치 중 하나는 논리와 이성보다 보살핌과 관계를 두는 것이다. 돌봄 윤리에서 이성과 논리는 자연적 돌봄, 즉 성향에 따라 수행되는 돌봄에 종속되며, 성향에 따라 취해진 행동이 비윤리적인 의무론과 대조적이다.

## 같이 보기
- 이타주의
- 생태여성주의
- 여성주의 인식론
- 여성주의 윤리
- 상호주관성